# Matthias Rath (Philosoph)
Matthias Otto Rath (* 9. Mai 1959 in Schweinfurt) ist ein deutscher Philosoph, Medienwissenschaftler und Pädagoge. Er ist Professor für Philosophie an der Pädagogischen Hochschule Ludwigsburg.

## Leben
Rath studierte an der Katholischen Universität Eichstätt Pädagogik, Philosophie, Psychologie, Soziologie und Germanistik. 1984 schloss er mit dem Diplom in Pädagogik ab. Danach war er am Lehrstuhl Philosophie der Katholischen Universität Eichstätt wissenschaftlicher Mitarbeiter bei Bernhard Schleißheimer. 1987 wurde er mit seiner Dissertation „Prinzip Verantwortung“ und die Frage nach einer Ethik für das wissenschaftliche Zeitalter in Philosophie zum Dr. phil. promoviert, 1992 habilitierte er sich mit einer Arbeit zum Thema „Die Ordnung des Denkens. Untersuchungen zum Psychologismusstreit in der deutschen Philosophie“ in Philosophie zum Dr. phil. habil.
Ab 1994 war er für die Bertelsmann AG tätig, zunächst als Leiter des Grundsatzreferats am Vorstand des Konzerns in Gütersloh und Mitglied der Sprechergruppe des Gesamtkonzerns, ab Januar 1995 als stellvertretender Leiter und ab Januar 1996 als Leiter der Presse- und Öffentlichkeitsarbeit der Bertelsmann Buch AG (heute Verlagsgruppe Random House) in München. Ab November 1996 übernahm Rath die Professur für Philosophie der Pädagogischen Hochschule Ludwigsburg.
Neben seiner Hochschultätigkeit war Rath von 2001 bis 2006 Mitglied und ab 2004 bis 2006 auch Vorsitzender des Bildungsrats Baden-Württemberg. 2006–2007 war er Mitglied der Enquete-Kommission der Bürgerschaft der Freien und Hansestadt Hamburg „Konsequenzen der neuen PISA-Studie für Hamburgs Schulentwicklung“. Von 2005 bis 2014 war Rath darüber hinaus wissenschaftlicher Vorstand des Landesinstituts für Schulentwicklung des Landes Baden-Württemberg.

## Forschung
Wissenschaftlich beschäftigt sich Rath vor allem mit Themen der angewandten Ethik, speziell der Medienethik, und Grenzfragen der Philosophie zur Sozialwissenschaft. Darüber hinaus ist er aktiv in der empirischen Medienforschung, v. a. der Jugendmedienforschung und der Medienbildungsforschung. Er ist aktiv im Netzwerk Medienethik und der Fachgruppe Medien- und Kommunikationsethik der Deutschen Gesellschaft für Publizistik- und Kommunikationswissenschaft. Matthias Rath ist Gründungsmitglied der Deutschen Gesellschaft für Medienwirkungsforschung.

## Veröffentlichungen (Auswahl)
- Medien – Demokratie – Bildung. Normative Vermittlungsprozesse und Diversität in mediatisierten Gesellschaften. VS Verlag, Wiesbaden 2022 (hrsg. mit Gudrun Marci-Boehncke, Malte Delere und Hanna Höfer)
- Responsibility and Resistance. Ethics in Mediatized Worlds. VS Verlag, Wiesbaden 2019 (hrsg. mit Tobias Eberwein, Matthias Karmasin und Friedrich Krotz)
- Maschinenethik. Normative Grenzen autonome Systeme. VS Verlag, Wiesbaden 2018 (hrsg. mit Friedrich Krotz und Matthias Karmasin)
- Mediatisierte Gesellschaften. Medienkommunikation und Sozialwelten im Wandel (Tutzinger Studien zur Politik). Nomos, Baden-Baden 2018 (hrsg. mit Caroline Roth-Ebner, Friedrich Krotz und Andreas Kalina)
- Ethik der mediatisierten Welt. Grundlagen und Perspektiven. VS-Verlag, Wiesbaden 2014.
- Kommunikationswissenschaft als Integrationsdisziplin. VS-Verlag, Wiesbaden 2013 (hrsg. mit Matthias Karmasin und Barbara Thomaß)
- Normativität in der Kommunikationswissenschaft. VS-Verlag, Wiesbaden 2013 (hrsg. mit Matthias Karmasin und Barbara Thomaß)
- Kinder – Medien – Bildung. Eine Studie zu Medienkompetenz und vernetzter Educational Governance in der Frühen Bildung. Kopäd, München 2013 (zus. mit Gudrun Marci-Boehncke).
- Jugend – Werte – Medien: Die Studie. Beltz, Weinheim 2007 (zus. mit Gudrun Marci-Boehncke).
- Jugend – Werte – Medien: Das Modell. Beltz, Weinheim (hrsg. mit Gudrun Marci-Boehncke).
- LogIn! Kreativer Deutschunterricht und Neue Medien. Kopaed, München 2008 (hrsg. mit Volker Frederking und Matthis Kepser).
- BildTextZeichen lesen – Intermedialität im didaktischen Diskurs. Kopaed, München 2006 (hrsg. mit Gudrun Marci-Boehncke).
- Jugend – Werte – Medien: Der Diskurs. Beltz, Weinheim 2006 (hrsg. mit Gudrun Marci-Boehncke).
- Medienkritik heute. Kopaed, München 2006 (hrsg. mit Horst Niesyto und Hubert Sowa).
- Dietrich Kerlen: Jugend und Medien in Deutschland. Eine kulturhistorische Studie. Beltz, Weinheim 2005 (hrsg. mit Gudrun Marci-Boehncke).
- Homo medialis. Perspektiven und Probleme einer Anthropologie der Medien. Kopaed, München 2003 (hrsg. mit Manfred Pirner).
- Medienethik und Medienwirkungsforschung. Westdeutscher Verlag, Wiesbaden 2000.
- Der Psychologismusstreit in der deutschen Philosophie. Alber, Freiburg/München 1994, ISBN 978-3-495-47797-7.
- Studien zur Philosophie von Edith Stein. Internationales Edith-Stein-Symposion Eichstätt 1991 (Phänomenologische Forschungen, Band 26/27). Alber, Freiburg/München 1993 (hrsg. mit Reto L. Fetz und Peter Schulz), ISBN 3-495-47765-9.
- Intuition und Modell. Hans Jonas’ „Prinzip Verantwortung“ und die Frage nach einer Ethik für das wissenschaftliche Zeitalter. Lang, Frankfurt am Main u. a. 1988.
- Albert Camus: Absurdität und Revolte. Eine Einführung in sein Werk und die deutsche Rezeption. Haag & Herchen, Frankfurt am Main 1984.